# ザヒ・ハワス
ザヒ・ハワス（アラビア語: زاهي حواس, ラテン文字転写: Zāhī Ḥawās, ラテン文字表記: Zahi Hawass、1947年5月28日 – ）は、エジプトの考古学者。エジプト考古最高評議会 (CSA) 事務総長。2011年に一時期、考古大臣をつとめた。

## 経歴
1947年にダミエッタ管区（現オベイディーヤ）にある小さな村で生まれる。幼いころは法律家になるのが夢だった。1967年にアレキサンドリア大学でギリシア考古学とローマ考古学の分野で学士の学位を取得した。進学して研究を続け、カイロ大学からエジプト学の分野で学位を取得した。その後、ギザのピラミッド地帯で考古局の検査官として勤務した。
33歳の時にペンシルベニア大学に入学し博士号を取得した。1987年、エジプトのギザとサッカラの考古学総監督として勤め、カイロのアメリカ大学やカリフォルニア大学ロサンゼルス校、アレキサンドリア大学で教鞭をとった。

### ムバラク政権下
2002年、エジプト考古最高評議会事務総長に就任。エジプト人によるエジプト学の育成や、文化財保護・返還運動に積極的に取り組む。実質的にエジプト学を支配しており、権限を私物化しているなどといった批判が多かった。

### 2011年革命以降
エジプト革命最中の2011年1月、新設された考古大臣の地位に着いたが、3月に辞職。2011年4月17日、カイロ博物館のギフトショップの場所の利用について、特定の業者に便宜をはかった容疑で、裁判所により懲役1年の有罪判決が下されたが、控訴をし判決は解除された。革命後のタンターウィー暫定政権下でも、5月から7月まで考古大臣に就いていたが辞職。

## 政策
欧米や日本のマスメディアの利用に積極的で、ヒストリーチャンネルなど世界的なネットワークを持つメディアの古代エジプト特集にも出演している。強硬な出土国主義を取っており、合法・非合法を問わず流出した文化財に対し返還要求運動の活動を繰り返している。2022年には、18世紀末から20世紀初頭にかけての帝国主義時代に流出した3品に対し返還を求めている。（エジプトがこれらに返還要求を出したのは初めてではない）
| 文化財                 | 画像 | 収蔵館                              | 収蔵地         | 収蔵国         |
| ---------------------- | ---- | ----------------------------------- | -------------- | -------------- |
| ロゼッタ・ストーン     |      | 大英博物館                          | ロンドン       | イギリス       |
| ネフェルティティの胸像 |      | 当時: エジプト博物館 現在: 新博物館 | ベルリン       | ドイツ         |
| デンデラの黄道帯       |      | ルーヴル美術館                      | パリ           | フランス       |
| ヘミウヌの像           |      | レーマー・ペリツェウス博物館        | ヒルデスハイム | ドイツ         |
| アンクハフの胸像       |      | ボストン美術館                      | ボストン       | アメリカ合衆国 |

## 受賞・受勲
- 2006年9月、国際テレビ映画部門でエミー賞を受賞[10]。
- 2009年3月、スペイン政府よりスペイン芸術文学勲章を受勲[11]。
- 2022年12月、日本政府より旭日重光章を受勲[12]。